# Arno Wallaard Memorial 2024
De zestiende editie van de wielerwedstrijd Arno Wallaard Memorial vond plaats op 13 april 2024. De wedstrijd startte en finishte in Meerkerk en was, na te zijn ingekort, ongeveer 150 kilometer lang. De wedstrijd maakte deel uit van de UCI Europe Tour, met de categorie 1.2, en de Holland Cup. Vanwege twee zware valpartijen lag de wedstrijd een tijd stil, waarna de organisatie besloot de wedstrijd in te korten. Amateurrenner Pete Uptegrove won de wedstrijd na een late aanval.

## Uitslag
| Plaats  | Naam                | Ploeg                             | Tijd     |
| ------- | ------------------- | --------------------------------- | -------- |
| Winnaar | Pete Uptegrove      | Monda Vakantieparken-IJsselstreek | 2u45'56" |
| 2       | Jens van den Dool   | GRC Jan van Arckel                | + 3"     |
| 3       | Bert-Jan Lindeman   | VolkerWessels                     | + 5"     |
| 4       | Tijmen Eising       | BEAT                              | z.t.     |
| 5       | Thomas Joseph       | Tarteletto-Isorex                 | + 11"    |
| 6       | Magnus Bak Klaris   | Airtox-Carl Ras                   | z.t.     |
| 7       | Arne Santy          | Tarteletto-Isorex                 | + 14"    |
| 8       | Coen Vermeltfoort   | VolkerWessels                     | z.t.     |
| 9       | Luuk Verbruggen     | Sensa-Kanjers voor Kanjers        | z.t.     |
| 10      | Eskil Huiting       | Metec-Solarwatt p/b Mantel        | z.t.     |
| 11      | Martin Szokody      | BHS-PL Beton Bornholm             | z.t.     |
| 12      | Vincent van Dorp    | Diftar                            | z.t.     |
| 13      | Mārtiņš Pluto       | BEAT                              | z.t.     |
| 14      | Delano Swenne       | GRC Jan van Arckel                | z.t.     |
| 15      | Daniel Stampe       | Airtox-Carl Ras                   | z.t.     |
| 16      | Joost Nat           | WILVO Group-TWC De Kempen         | z.t.     |
| 17      | Kelvin van den Dool | GRC Jan van Arckel                | + 17"    |
| 18      | Max Märkl           | Storck-Metropol                   | z.t.     |
| 19      | Philip Heijnen      | Parkhotel Valkenbyrg              | z.t.     |
| 20      | Christiaan van Rees | Dutch Food Valley                 | z.t.     |